# Samuel Jessurun de Mesquita

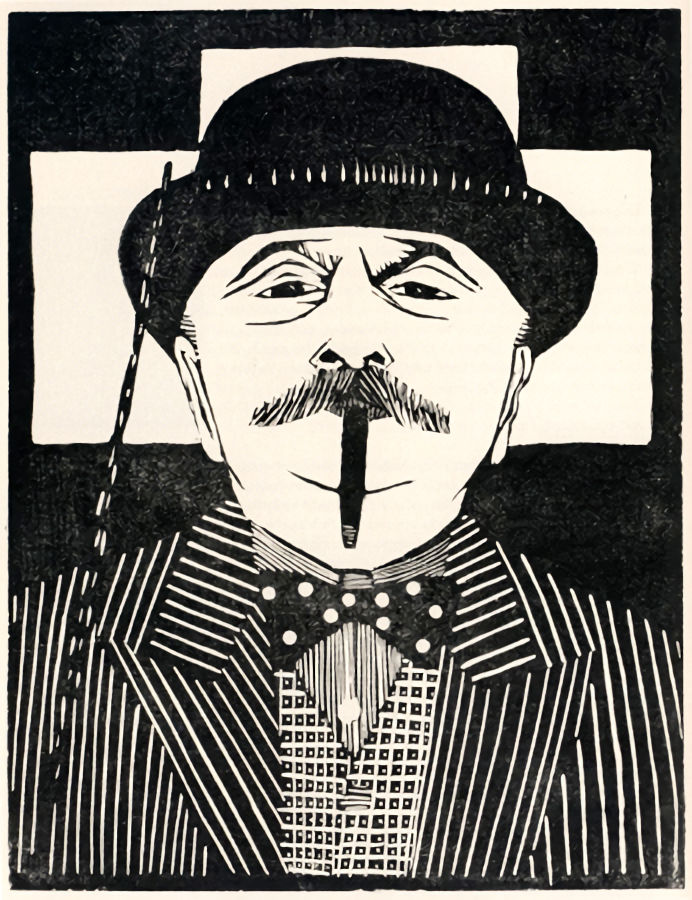
Samuel Jessurun de Mesquita (1900)

Samuel Jessurun de Mesquita (* 6. Juni 1868 in Amsterdam; † 11. Februar 1944 im Konzentrationslager Auschwitz) war ein niederländischer Künstler.

## Leben
Samuel Jessurun de Mesquita wurde 1868 als jüngster Sohn von Josua Jessurun de Mesquita und Judith Mendes da Costa geboren. Seine Eltern waren portugiesische Juden, er hatte zwei ältere Geschwister (Joseph, * 7. September 1865 und Anna). Samuel Jessurun de Mesquita wuchs in Amsterdam auf.
1882 verweigert ihm die Amsterdamer Rijksakademie van beeldende kunsten (Reichsakademie für bildende Kunst) die Studienzulassung. Daraufhin arbeitete er in einem Architekturbüro, um Techniken des Zeichnens zu lernen. 1885 schrieb er sich für ein Architekturstudium an der Rijksshool voor Kunstnijverheid (Fachschule für Kunsthandwerk) ein. Von 1886 bis 1889 machte er eine Ausbildung zum Kunstlehrer an der Rijksnomaalschool.
De Mesquita lehrte an der Kunstschule in Haarlem und an der Kunstakademie Amsterdam. Zu seinen bedeutendsten Schülern zählt Maurits Cornelis Escher.
1904 heiratete er Elisabeth Pinédo (* 12. März 1874; † 11. Februar 1944). Am 1. Februar 1944 wurden das Ehepaar und ihr Sohn Jaap verhaftet und deportiert. Die Eltern wurden vermutlich am 11. Februar in Auschwitz ermordet, der Sohn am 30. März des Jahres im KZ Theresienstadt. 
M.C. Escher rettete rund 450 Werke seines Lehrers, die beim Verwüsten des Ateliers auf die Straße geworfen worden waren.

## Arbeiten für Wendingen
Wendingen war eine bedeutende Architektur- und Kunstzeitschrift, die von 1918 bis 1933 erschienen ist. Für den Einband fertigte de Mesquita zahlreiche Entwürfe an.

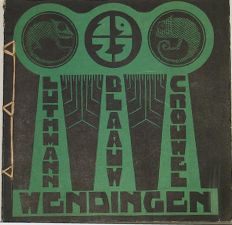
1923
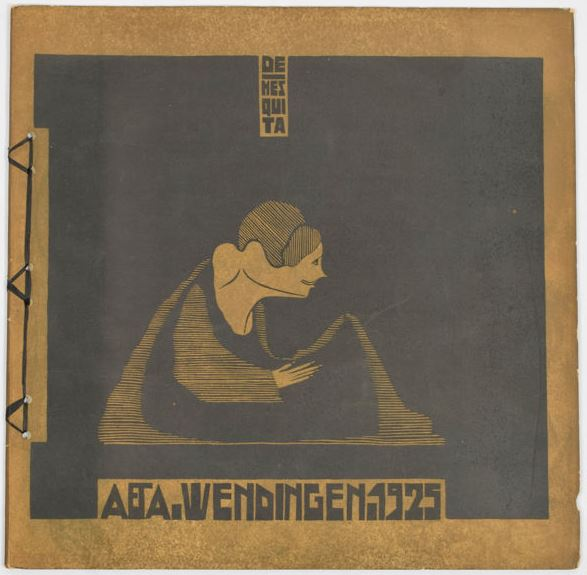
1925
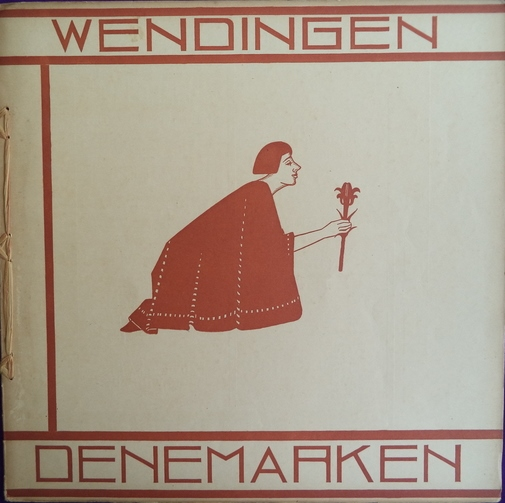
1927
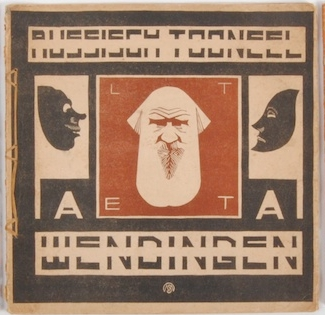
1929

## Weitere Arbeiten
Ab 1891 stellte Jessurun de Mesquita im Rahmen des Amsterdamer Künstlerbundes regelmäßig Gemälde, Aquarelle, Zeichnungen und Skizzen aus. 1893 begann er mit Radierungen, 1896 mit Holzschnitten.
Am bekanntesten ist Jessurun de Mesquita durch seine Holzschnitte, vor allem von Tieren aus dem Amsterdamer Zoo. Er fertigte aber auch Zeichnungen und Aquarelle, Radierungen und Lithographien, Gemälde und angewandte Designs an. 

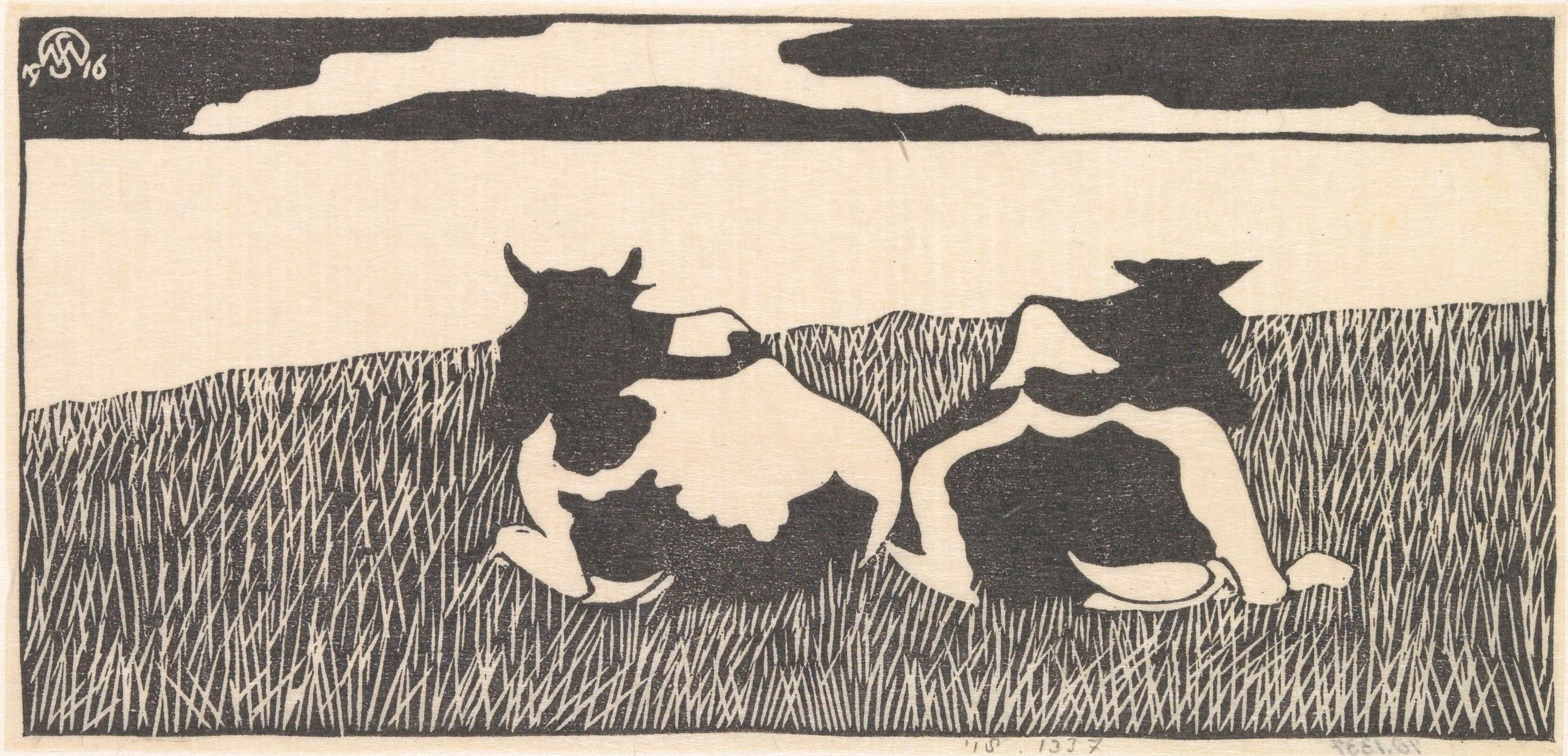
Kühe (1916)
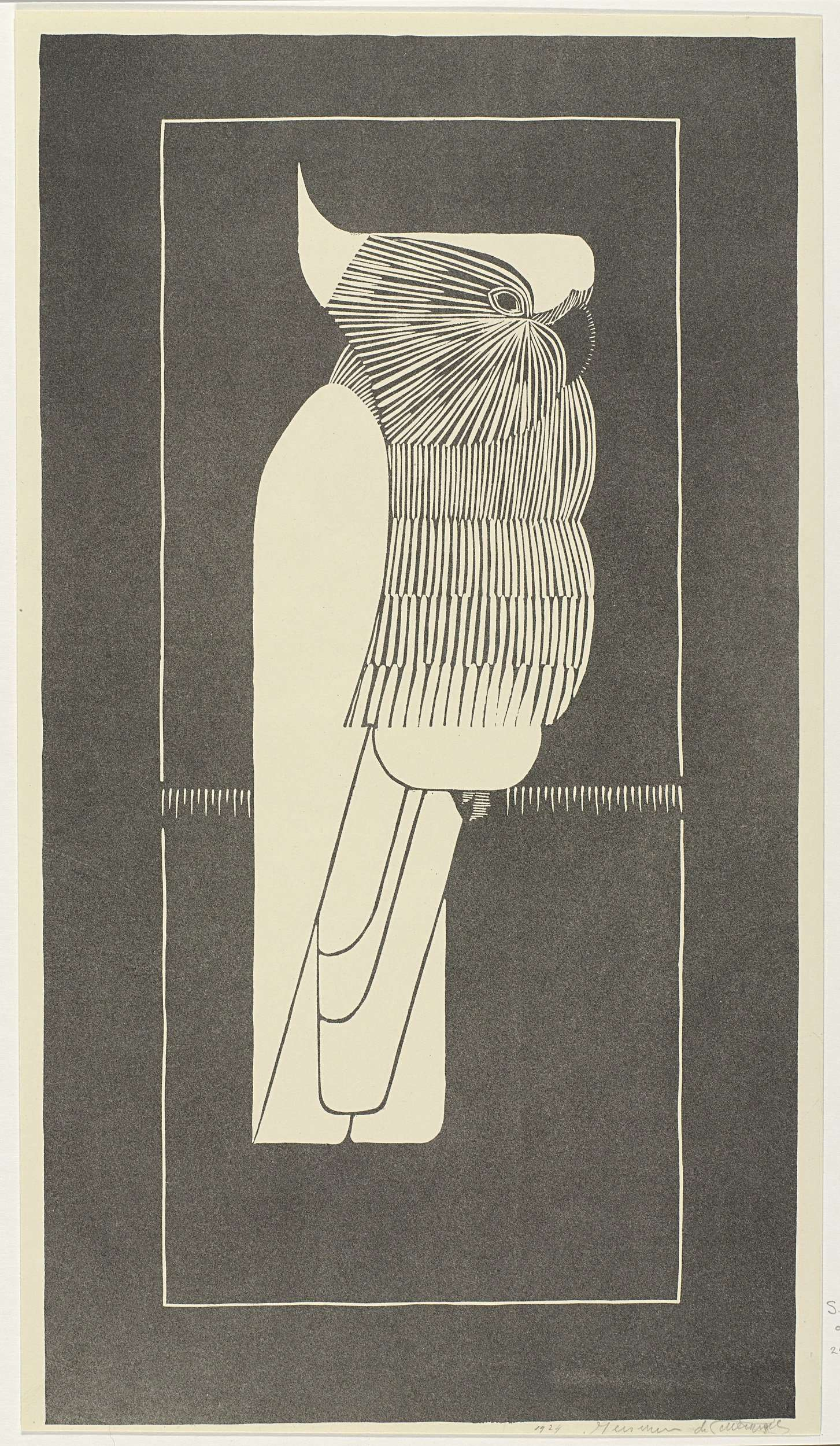
Kakadus (1924)
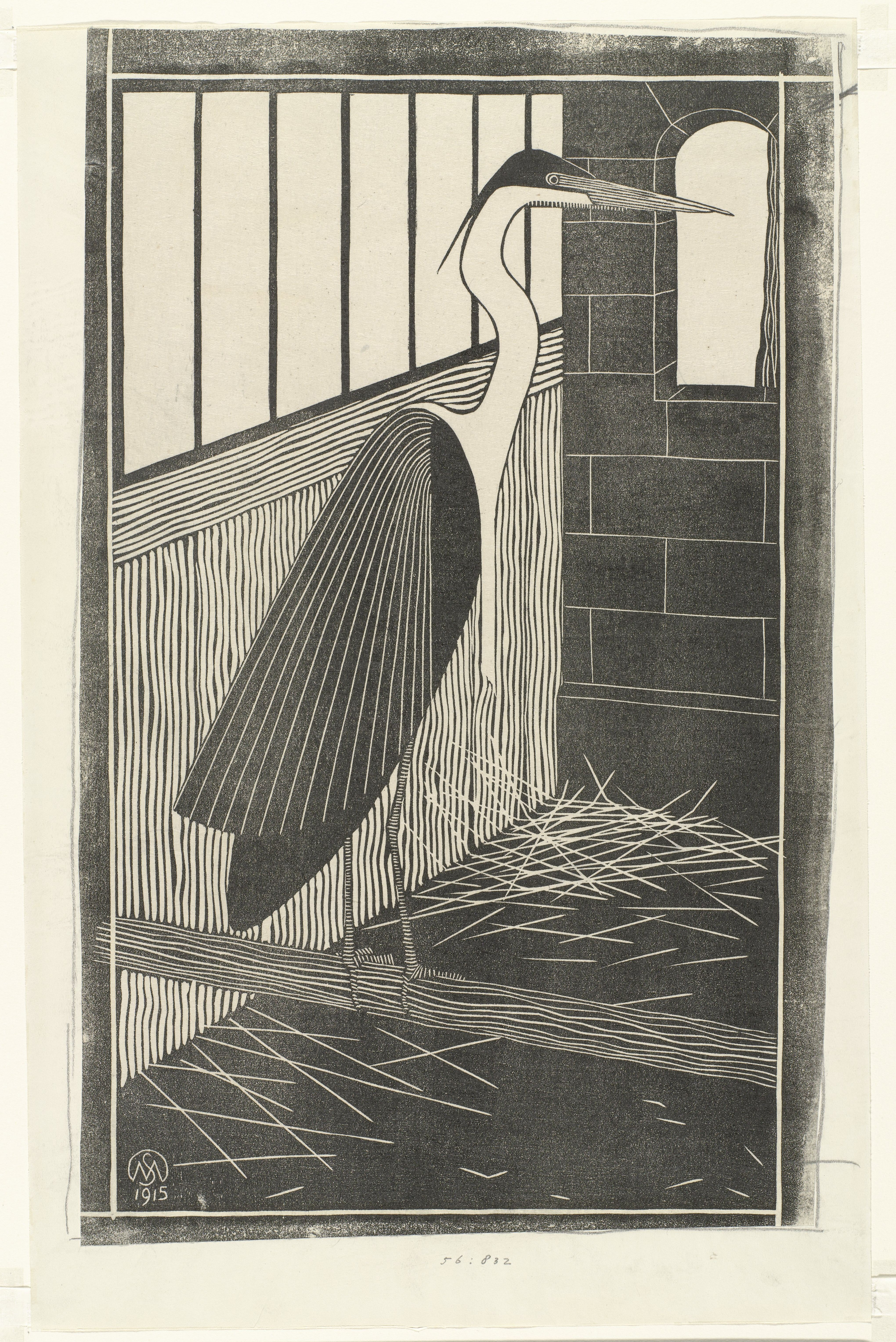
Reiher
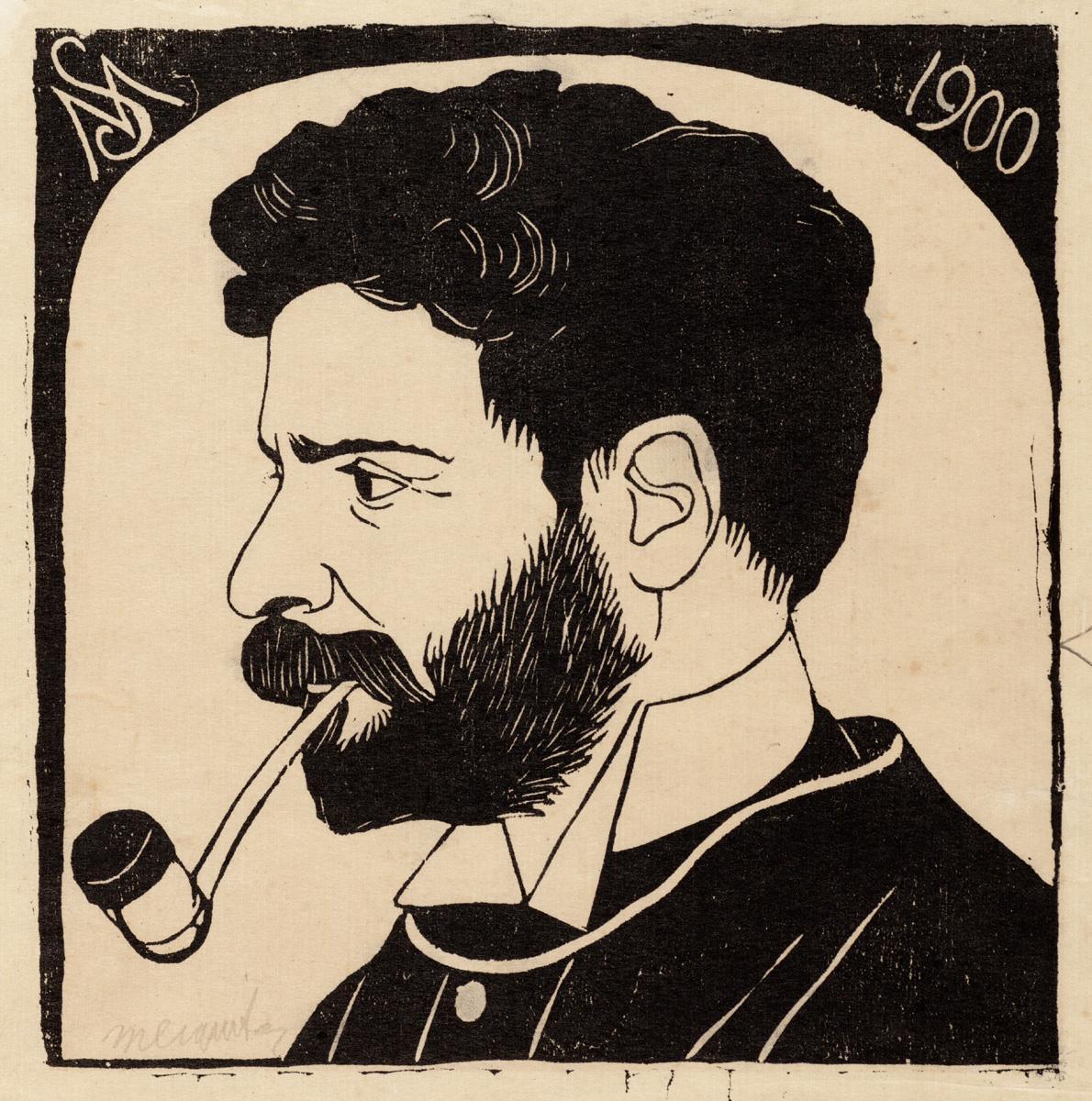
Selbstporträt (1900)